# 無双直伝英信流
無双直伝英信流（むそうじきでんえいしんりゅう, Musō Jikiden Eishin-ryū）とは、江戸時代に長谷川英信が開いた武術の流派である。土佐および信州で継承された。長谷川英信流ともいわれる。

## 概要

### 流派の名称

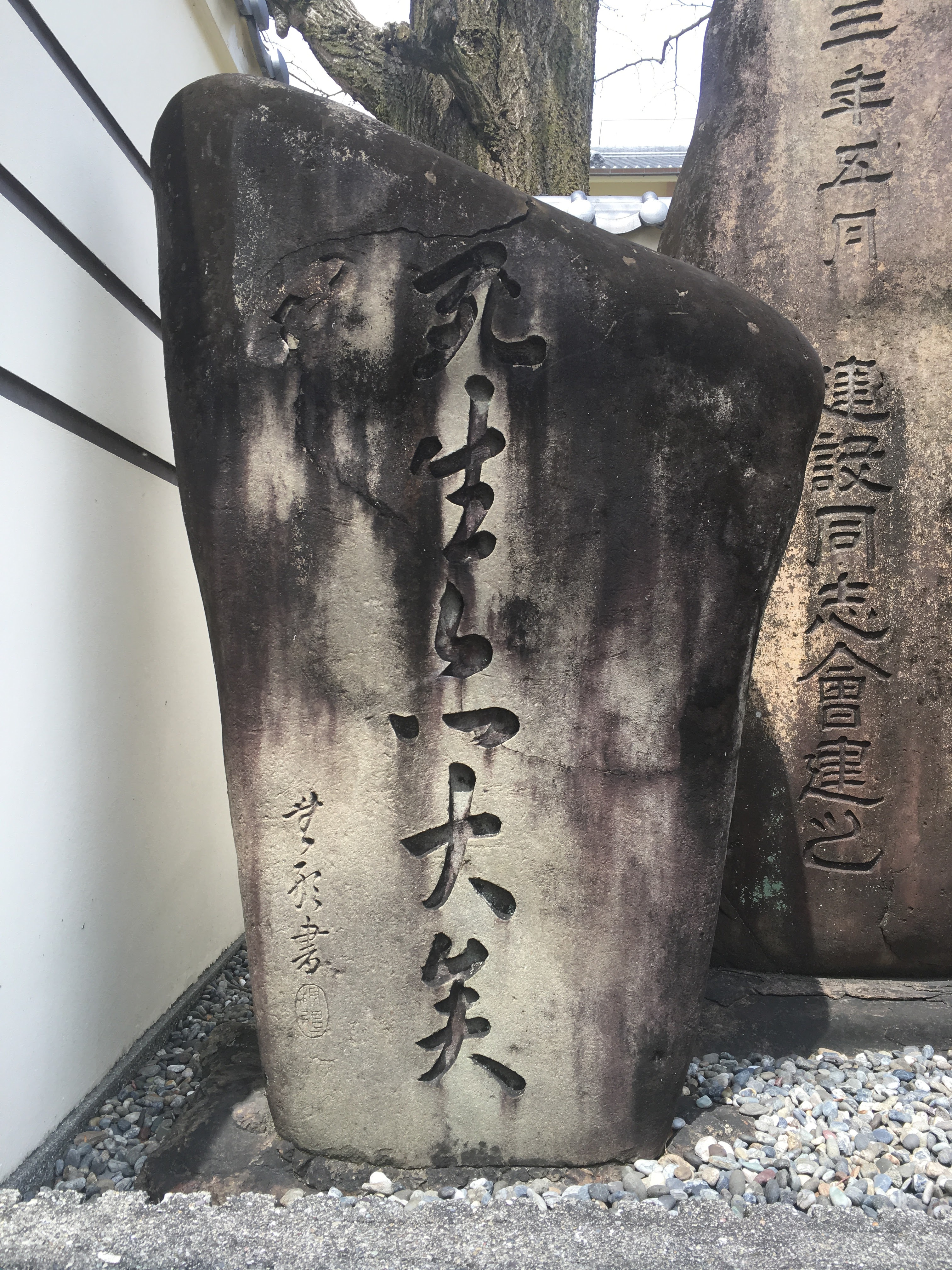
死生亦大矣碑（板垣退助揮毫）
無双直伝英信流居合術継承のため道場建設に尽力した板垣退助の功績を後世忘却することの無いよう建てられた石碑（高知・高野寺）

土佐長谷川流、長谷川英信流、無双直伝流、無雙神傳流等さまざまな流派名が名乗られていた。しかし近年、信州で見つかった英信の弟子であった荒井清哲が1668年に発行した伝書に無双直伝英信流の名が見られることから、すでに古くからこの流名であったことが確認されている。江戸時代、江戸で道場を開いていた荒井清哲に土佐藩士・林六太夫守政が学んだことで、土佐藩内へ伝承され、のち藩主より庇護され藩校で居合が教授されると同時に、他国への流出を防ぐために「御留流(おとめりゅう)」と呼ばれ藩外の者へ教える事を禁じられた。そのため藩校で秘匿して教授されることになり、城下に道場を建設することが出来なかった。かつては全国に幾つかの分派があったと思われるが、結果として他国ではこれらの伝承が途絶え、現在では土佐藩校に伝わったもののみ残り、そこから大正時代以降、全国へ広まることになった為、別名土佐居合と呼ばれる。この藩校で教授された居合は教授者によって若干の相違があり、大江正路はこれらの差違を分類して谷村派、下村派と呼んだ。現在では谷村派は無双直伝英信流、下村派は無双神伝英信流と呼ばれている。
居合のみの流派と思われがちだがこれは現在の居合の系統が広まったことによるものである。江戸時代、初代長谷川英信から2代荒井清哲の頃には和術（捕手術、小具足、組討など）を表芸とし、剣術、小太刀術、棒術、さらには槍術や薙刀術も伝える総合武術として、数多くの弟子に教伝されていた。その後、第3代林六太夫守政によって土佐に伝えられた系統からは居合が中心となっていった。現在の居合の正座の技は林が別に学んだ大森流から取り入れられたもので、これに関しては、かつては正しく「大森流」と称せられていたが、現在は敢えてこの名称を使っていない。さらに長谷川英信は修行時代にそれらを使った合戦術も学び、これに付随し馬術や弓術の存在も指摘されているがこれは一説の域を出ず定かではない。戦前まで、2代荒井清哲によって信州に伝えられた系統では、無双直伝（英信）流和術を中心に棒術、居合、捕縄の技法が色濃く伝わっていたと思われる。
現代では同流異派の夢想神伝流と並び、現代居合道界の流派のひとつである。

## 宗家歴代
無双直伝英信流正統会の定めた宗家（谷村派）
- 始祖 林崎甚助源重信
- 二代 田宮平兵衛業正（田宮流の開祖）
- 三代 長野無楽入道槿露斎（無楽流の開祖）
- 四代 百々軍兵衛尉光重
- 五代 蟻川正左衛門宗続
- 六代 萬野団右衛門信定

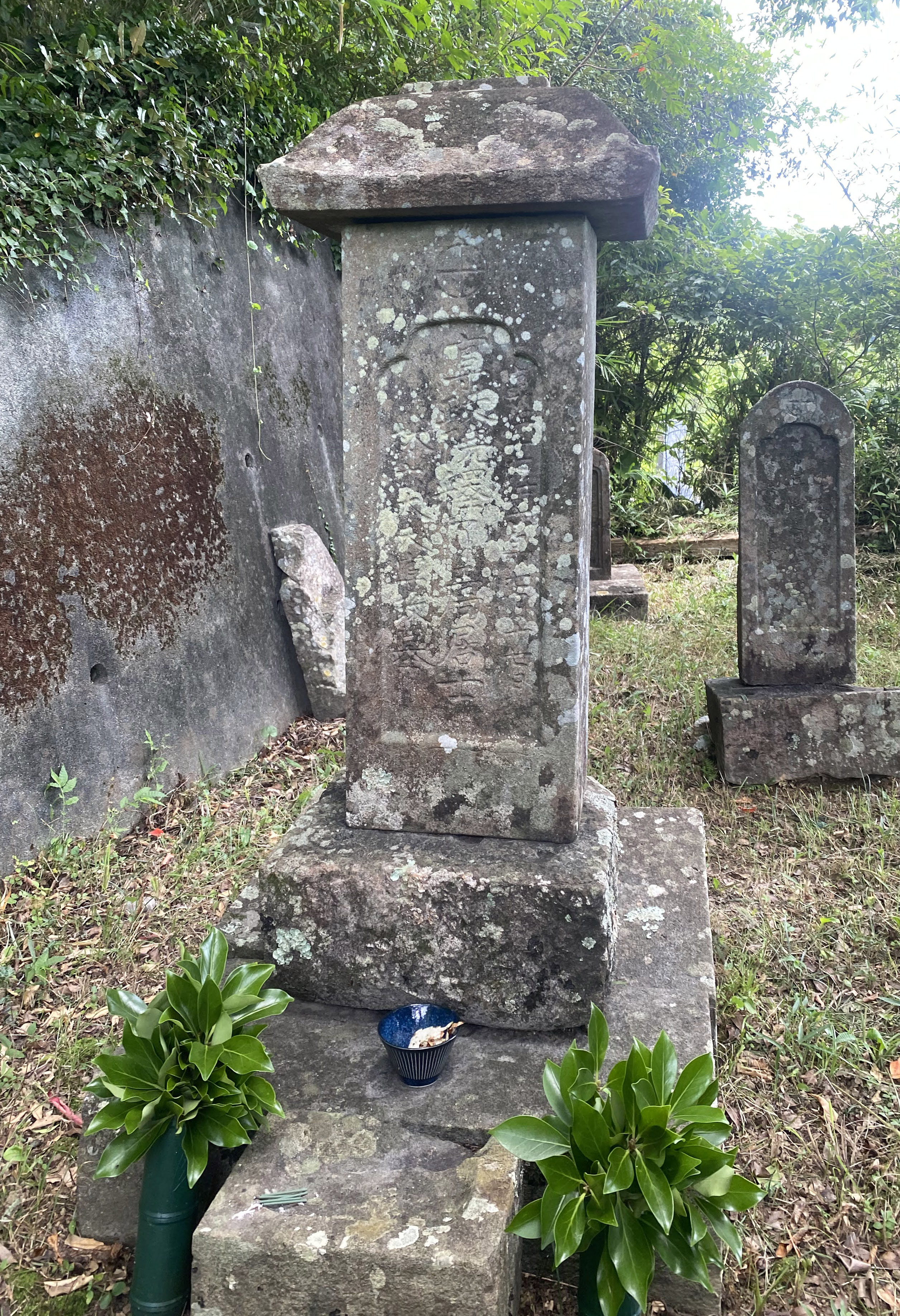
林六太夫守政の墓

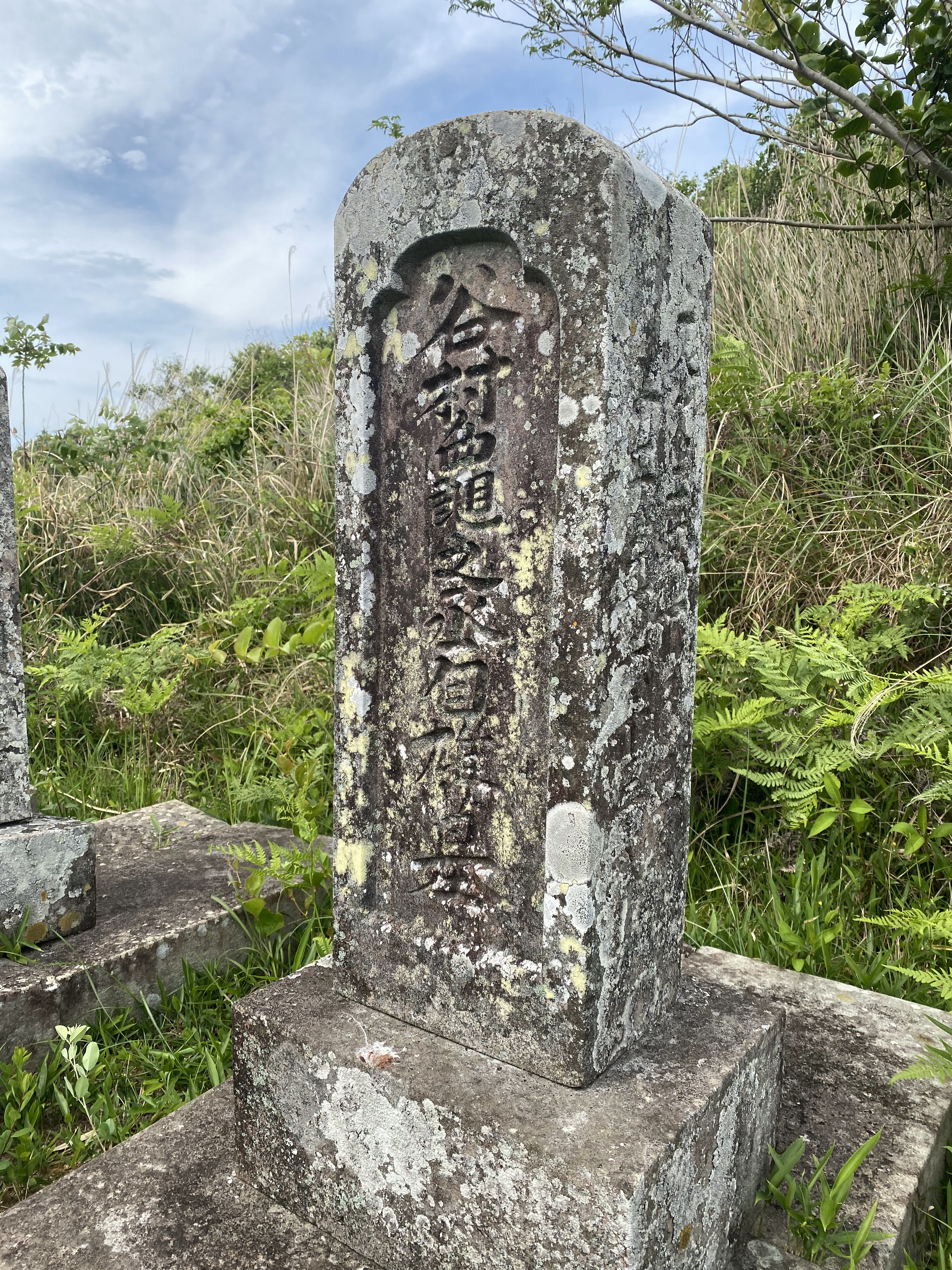
谷村亀之丞自雄の墓

- 七代(流祖) 長谷川主税助英信(生歿:　　-1719年)
- 八代 荒井勢哲清信（信州へも分派する）
- 九代 林六太夫守政（生歿:1663年-1732年）土佐国へ伝来
- 十代 林安太夫政詡（生歿:1687年-1776年、宗家継承:1732年-1776年）※林六太夫守政の婿養子。実は医師・安田道玄(本名：池田陳年)の次男
- 十一代 大黒元右衛門清勝（生歿:1726年-1796年、宗家継承：1776年-1796年）
- 十二代 林益之丞政誠[注 1](生歿:1756年-1816年)　※林六太夫守政の実孫
- 十三代 依田萬蔵敬勝（生歿:1767年-1809年）※第12代より先に逝去
- 十四代 林弥太夫政敬（生歿:　　-1850年、宗家継承:1809年-1844年）
- 十五代 谷村亀之丞自雄[注 2]（生歿:1800年-1862年、宗家継承:1844年-1862年）※板垣退助祖母の弟
- 十六代 五藤孫兵衛正亮（生歿:1835年-1898年、宗家継承:1862年-(公認:1893年)-1898年）
- 十七代 大江正路子敬（生歿:1852年-1927年、宗家継承:1903年-1921年）
- 十八代 穂岐山波雄（生歿:1891年-1935年、宗家継承:1921年-1935年）
- 十九代 福井春政鉄骨（生歿:1884年-1971年、宗家継承:1935年-1950年）
- 二十代 　河野稔百錬（生歿:1898年-1974年、宗家継承:
- 二十一代 福井虎雄聖山（岐阜）（1974～2007）
- 二十二代 池田隆聖昂（大阪）（1992～2019）
- 二十三代 福井正孝將人（岐阜）（2012～現在）
- 二十四代池田聖淳（大阪）（2024〜現在）

その他
- 大江正路に谷村派を学んだ山内豊健（土佐藩主山内家の子孫）の系統は山内派といわれる。
- 森本兎久身より無双直伝英信流（英信流谷村派）を、細川義昌より無双神伝英信流（英信流下村派）を学んだ中山博道が夢想神伝流を創始している。
- 他にも大江系の無双直伝英信流を学び、独自の流派や分派を創始している例がある。
- 二十代には山越正樹（山内派）

、平井一蓮阿字斎（大日本居合道連盟）、清水俊充（日本居合道連盟）などがいる。
- 二十二代には平井明阿字斎（大日本居合道連盟）、利水幸雄（日本居合道連盟）などがいる。
- 二十三代には江坂静巌(正統正流無雙直傳英信流居合道国際連盟)、福嶋阿正齋（大日本居合道連盟）、清水寿浩（日本居合道連盟）、などがいる。

分裂等に寄り自称宗家、何代目が乱立しているが、前宗家が指名し伝承太刀、巻物を相伝している者が正統宗家である。

## 歴史
信州と土佐に伝わり、土佐系が残った、現代にも伝承される居合の系統である。
土佐伝によると、居合の祖とされる林崎甚助（重信）を初代としているがこれはあくまで居合の祖という意味で、第7代の長谷川英信を「流祖」と呼ぶ。流の開祖は長谷川英信である。他方で信州の文書には土佐と異なる伝承が書かれている。
長谷川英信は居合以外にも槍術や柔術など各種の武術に優れており、幾つかの流派の流祖とされる。英信は尾張徳川家に千石で仕えていたといわれる。英信は、太刀居合であった技術を打刀を遣うに向いた技法に改めたと伝えられる。太刀と打刀は、装備法特に刃の向きが下・上と異なるので、抜き付け技法も異なる。ただしこの説は、
- 林崎甚助が生きた時代は既に打刀の時代である。
- 他の林崎甚助を開祖とする流派も打刀を使う技法であり太刀居合が存在した形跡が無い。
- この伝承について古伝書等には記載が無く、最も古い記録が昭和になってからである。

等から、近代になってからの伝承と考えられている。
また、南山大学教授の榎本鐘司は信州の無双直伝流の資料を調査し、信州の『居合根源之巻』に居合の伝系が記載されていない事から、居合の伝系（林崎甚助～長谷川英信にいたる系図）は土佐において『和根源之巻』（無双直伝流の柔術の伝書）を参考に作成されたという説をとなえている。信州の無双直伝流師範家につたわった文献によると、長谷川英信の弟子である和術の達人荒井（小管）清哲が、常陸国田宮某より林崎甚助系の居合を学び、晩年には居合を教授するようになった、とあり、信州では無双直伝流の体系に林崎系の居合を付け加えた荒井清哲である記されている事実を発表している。このため、土佐に伝わった系統が居合中心になっていったのではないかと考えられている。

### 信州での伝承
北信を中心に、半兵半農の身分の足軽の間に広く伝わった。文献や状況から、明治から昭和戦前あたりまでで継承者は絶え失伝したと思われる。比較的多くの文献が残っており、南山大学の榎本鐘司教授によって研究論文が発表されている。なお、現在いくつかの団体で残った資料から復元活動がおこなわれている。埼玉県で師範家の子孫により復元がおこなわれており、日本古武道協会に長谷川流和術として参加している。また、古武道研究家の平上信行、千葉県の居合団体、英明会なども復元活動をおこなっている。

### 土佐での伝承
林崎系居合 第8代の荒井（小菅）清哲の弟子である林六太夫守政が土佐藩士であったことにより、土佐に伝わった。林六太夫は、荒井清哲より林崎系居合第9代を継ぐと共に、以前より学んでいた正座での居合が中心の大森流居合を無双直伝英信流居合術の体系に併伝した。こうして土佐では和術中心に伝承された信州と違い、居合中心に伝承されることとなり、大森流以外にも太刀打之位、詰合之位や奥居合（抜刀心持ノ事）などを含む、信州に伝わっていた九ノ腰が土佐に伝わって体系化されたものだと思われる。

### 江戸時代
明和元年(1764年)、第10代・林安太夫政詡が奥儀を体系的にまとめ『居合兵法極意秘訣』を著す。
第12代より、二派に分かれ「林益之丞政誠」の系統を谷村派、「松吉貞助久成」の系統を下村派と後に呼ばれた。ただし実際には、明治以前はこの二派以外に多くの師範や免許者はいたため、谷村派、下村派の区分は明治前後に出来た区分と思われる。下村派は伝統的に無双神伝英信流という流儀名を名乗っている。以下、代数は林崎甚助を始祖として数える。
文政13年1月22日(1830年2月15日)、林政誠の嫡男・池田政承(林八郎次)が「長谷川流居合を厚く相心掛け」ている事を以て、土佐藩より3人扶持を下し置かれ、格式御馬廻末子(上士待遇)にて召し抱えられたが、翌天保2年7月18日(1831年8月25日)、池田政承の病死により断絶。
天保15年1月9日(1844年2月26日)、土佐藩主山内豊熈の時代、谷村自雄(亀之丞)が居合心掛よろしきを以て、3人扶持を下し置かれ格式 御馬廻末子として召し出され一家を創立。
文久2年3月20日(1862年4月18日)、吉田東洋の藩政改革により芸家制廃止となる。このとき廃止された居合術家は、山川久蔵幸雅(馬廻末子3人扶持切府5石)、谷村亀之丞自雄(小姓組3人扶持切府10石)、下村茂市(小姓組3人扶持切府10石)である。
文久2年4月8日(1862年5月6日)、吉田東洋が暗殺される。
文久2年6月4日(1862年6月30日)、芸家制復活により、亀之丞の嫡男・谷村彜吉自脩(つねきち よりなか)が、「居合術導役」を仰せ付けられ、5人扶持を下し置かれたが、同年9月10日（8月17日）自脩は病死。

### 幕末・明治初期

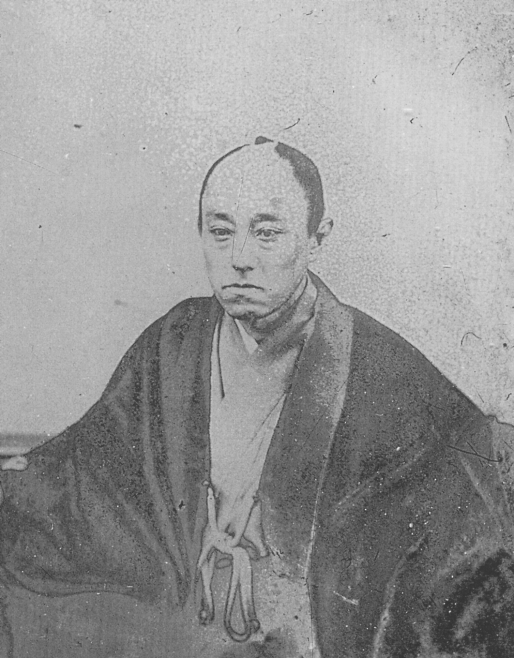
山内容堂

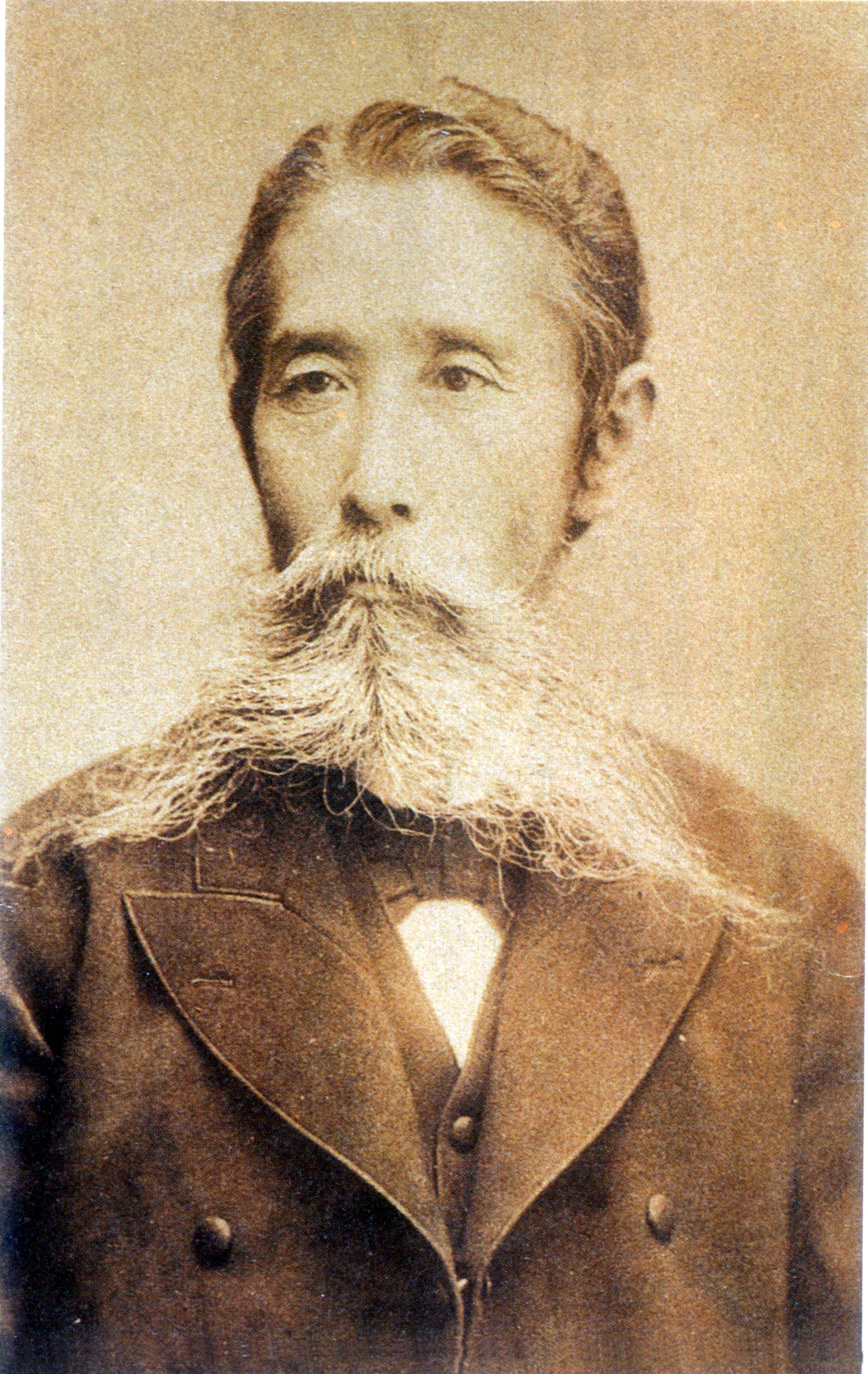
板垣退助

山内容堂および板垣退助が、これらを修得したことが知られる。
容堂は、谷村自雄(亀之丞)に就いて熱心に居合を修得した。板垣退助が、かつて語ったものによると「土佐の居合は槍術や剣術に附随した居合ではなく、専門の居合術であって、大森流、長谷川流などと称する抜刀の型があった。長谷川流の奥居合というものが十二本あったが、容堂公は、それを能く好んで抜き、七日七夜にわたってこの居合の稽古をした。御相手をした臣下の者の多くはみな疲労で倒れ、この間を通して連続で御相手を全う出来た者は、二人、三人しかなかった」と。特に板垣退助は、大叔父・谷村亀之丞自雄(第15代宗家)より無双直伝英信流居合を習い、若くして後継者の一人と目されて林弥太夫政敬(第14代宗家)の孫娘を、最初の妻に迎えるがのち離縁。（離縁された妻は、林家に戻り、小笠原茂常(大四郎)の五男・茂平と婚し、茂平が入婿となり林姓を継ぐ。戊辰戦争の時の軍監・林茂平(亀吉)がその人である。
第16代・五藤孫兵衛正亮は、高知城下入新町に居住した土佐藩士(馬廻格・上士)で、第15代・谷村亀之丞自雄のもとで居合術を学び、その奥儀を極めたが、明治維新以後、廃刀令の煽りを受け剣道も居合も衰退し、また特に長谷川英信流居合は江戸時代「御留流(おとめりゅう)」として藩外不出で、町中に道場も無く、藩校の一部で伝えられたのみで、これを習った者が元々限られていたのに加えて、廃藩置県後は藩の庇護も解かれ、存続の危機にあった。
長谷川英信流の宗家・谷村家の親族であった板垣退助伯爵は、1893年(明治26年)、帰高の際に、高知市材木町にあった「武学館」に招かれ、長谷川英信流居合術と松嶋流棒術の由来と功績に関する弁舌を行った。さらに板垣は、これらの武術を後世に継承させるためには、適切な師範と道場が必要となることを訴えて適任者を議した。詮議の結果、居合は無双直伝英信流第15代・谷村亀之丞自雄のもとで学んだ、五藤孫兵衛正亮、棒術は新市町の横田七次が最も堪能であるとの意見を得、板垣は「五藤氏のことなら元より良く存じをり候…」と、五藤、横田の両氏に子弟育成の件を直接相談に赴いた。両氏より快諾を得た板垣は、さらに高知の素封家・竹村与右衛門の援助を受けその敷地の一角に道場を建設させ、これらの振興につとめた。五藤正亮は名実ともに居合術の普及に努め子弟を育成。その後、正亮の居合の修養深きを知った高知県立第一中学校(のち「高知県立高知城東中学校」と改称, 現校名・高知県立高知追手前高等学校)校長・渋谷寬は「居合術が身心鍛錬に特効がある」として正亮を学校に招聘し生徒たちに指導させた。1898年(明治31年)歿。享年64歳。
五藤正亮の歿後は、谷村亀之丞自雄の兄の孫にあたる谷村自庸(樵夫)が、これを継いだが、ほどなく1905年(明治38年)、谷村自庸も歿したため、この後を大江正路が継いだ。宗家の継承としては「谷村亀之丞自雄-谷村彜吉自脩-五藤正亮-谷村自庸-大江正路」と成されたが、谷村彜吉自脩はわずか3ヶ月、谷村自庸は7年で歿したため、現在は世代数に数えられていない。

#### 居合の復興に関して
- 林九敏 -「無双直伝英信流居合術が今日あるは、洵(まこと)に伯(板垣)のご盡力の賜(たまもの)であると言って決して過言ではない[10]」
- 中西岩樹 -「居合が漸次全国的に普及進展し、今日の隆昌を見るに至ったが、その危機を救ふて此の基礎を固めて呉れた恩人が板垣伯であることを吾等、居合を修める者は決して忘れてはならず[11]」
- 大江正路 -「無双直伝英信流居合の歴史と功績に関しては、板垣伯が一番よく知っているから、訪ねたらよい[10]」

### 明治中期以降
この項では主に第17代・大江正路の系統（谷村派）に関しているため、特記ない限り谷村派に関して記載する。
（※下村派に関しては「無双神伝英信流」を参照せられたし）
近代に至り、大江正路は、下村派14代、下村茂市より下村派の居合を学んだ後、第16代・五藤正亮に師事し第17代を継承した。しかし、居合術以外の多くの部分（剣術、和術、棒術）を大江が伝えなかったことから、谷村派では無双直伝英信流の多くの部分が失伝したといわれる。ただし、居合術以外の部分は同時代の他師範も学んでいなかったと思われる。一方の下村派においても伝書の存在こそあれど、やはり居合術以外の技は幕末の頃にはすでに失伝している。大江正路は英信流の技を整理して、大森流を「正座之部」、長谷川英信流を「立膝之部」として統合し、現在行われている内容に制定した。大江正路の門人に、森繁樹、穂岐山波雄、政岡壹實、鈴江吉重、中西岩樹、山内豊健、甲田盛夫、山本晴介、福井春政らがいる。

### 昭和期以降
第20代・河野百錬は、昭和29年（1954年）に全日本居合道連盟を結成した。次いで昭和31年（1956年）、全日本剣道連盟に居合道部が発足したため、大江の高弟であった政岡壹實、山本晴介とその弟子たちは全日本居合道連盟を抜け、こちらに加盟した。河野百錬の死後、全日本居合道連盟で第21代宗家の継承争いが起き、幾多の分派を生んだ。平成の現在は、全日本居合道連盟、全日本剣道連盟居合道部のほか、全日本居合道連盟から派生した大日本居合道連盟と日本居合道連盟、平成22年（2010年）に正統正流無雙直傳英信流居合道国際連盟が独立、発足した。現代武道の居合道と並行して広く普及しているが、それぞれに交流がほとんどなく、時を経るにつれ業の解釈に少なからず相異を生み、更に交流を妨げている傾向がある。また、組織に属さず独自に活動する人物も多い。現代武道では組織に属さない居合道/英信流修行者を異質と見て、その技術を低く評価する傾向にある。それを「大企業病」と同じように大きな組織の英信流の技を懐疑的に見る修行者も多い。

### 分派・分流
現在は宗家が複数存在し、全日本居合道連盟・無双直伝英信流正統会が定めた宗家は下に記す通りで有る。全日本居合道連盟は、英信流のみならず無外流、神伝流、田宮流、神道無念流などの流派も加盟しており、英信流の専門団体ではない。慣例的に無双直伝英信流正統会(英信流専門団体)の宗家が全日本居合道連盟の会長職に付く事が多い。
伝承巻物、相伝刀を伝承している者が正統宗家であると考えられている。

## 形目録

### 土佐

#### 居合
現在英信流として行なわれている形を以下に示す。
- 大日本抜刀法[12]（大日本抜刀流[13]、英信流抜刀法とも）　十一本（河野百錬によって組み立てられた型であるため、河野百錬流とも呼ばれることもある。本来は九本[12]であるが、後に福井虎雄が行いやすいようにと、河野より許可を得て順刀と四方刀の二本を2種に再編した）

```
順刀 一
順刀 二
追撃刀
斜刀
四方刀 一
四方刀 二
斬突刀
前敵逆刀
多敵刀
後敵逆刀
後敵抜打
```

- 正座之部　十一本（古伝によると、9代林六太夫守政の剣術の師だという大森六左衛門なる人物が組み立てたものであるため大森流と呼ばれる。また、一説には大森六左衛門は長谷川英信の弟子であったが破門されたともいわれる。林六太夫守政の計らいにより、荒井清哲からの許可を得て併伝されたという）

```
前
右
左
後
八重垣
受流

介錯

附込
月影
追風
抜打
```

- 立膝之部　十本（古伝では流祖長谷川英信によって組み立てられたものであるため、これを英信流という。本来は林崎流とも呼ばれたものだが、英信によって再編されたという）

```
横雲
虎一足
稲妻
浮雲
颪
岩波
鱗返
浪返
滝落
真向
```

- 奥居合　居業之部　八本（古伝では立業も含めて、始祖である林崎甚助によって伝えられたものであることから林崎流と呼ぶ。あるいは抜刀心持ノ事とも）

```
霞
脛囲
戸詰
戸脇
四方切
棚下
両詰
虎走
```

- 奥居合　立業之部　十本（居業と同様、これも林崎流、あるいは抜刀心持ノ事と呼ばれる。十本目の受流は大江によって組み込まれたものだとされるが、他の兄弟弟子の系統でも見られることから実際には師である五藤正亮による編纂ではないかともいわれている）

```
行連
連達
惣捲
惣留
信夫
行違
袖摺返
門入
壁添
受流
暇乞　三本
```

- 番外之部　四本（奥居合の業を組み合わせて作られた型。大江正路創案）

```
速浪
雷電
迅雷
四方切＜邪気祓い＞
```

- 早抜き（基本的に立膝之部を連続で抜くもの。効率よく鍛錬できるよう大江創案による稽古法で、道場以外の公の場での演武は行わないようにと大江自身の口伝が残されている。この早抜きのみ十本全てを抜いて一本と数える）

```
横雲
虎一足
稲妻
浮雲
颪
鱗返
岩波
浪返
瀧落
受流
```

上記は大江自身によって組み立てられた早抜きであるが、系統によって順序や行う形が違う場合が多い。最も多く見られるのは福井虎雄創案による片手真向が最後となる行い方で、他にも単純に立膝之部を連続で行うものなど、様々である。道場によっては早抜きを継承していない場合もある。早抜きは古伝ではないため下村派には存在しないが、大江系の居合を学び早抜きを取り入れている下村派系統もある。
組太刀
- 居合道形　七本（大江正路制定の型。古伝の太刀打之位を再編したものであるため、これをもって太刀打之位とする）

```
出合
拳取
絶妙剣
独妙剣
鍔留
請流
真方
```

- 詰合之位　十一本（元々は信州に伝わった九ノ腰の一つ。土佐に伝わった際に体系化された）

```
八相
拳取
岩浪
八重垣
鱗返
位弛
燕返
眼関落
水月刀
霞剣
討込
```

古伝
- 大森流　十一本（大江は「正座の部」と改称、形の名称も変更）
- 英信流表　十本（大江は「立膝の部」と改称）
- 太刀打之位　十本（剣術の組太刀。大江は七本に改変）
- 詰合　十一本（相手を付けての居合の形。下村派では十本）
- 大小詰　八本（座った状態での帯刀柔術）
- 大小立詰　七本（立った状態での帯刀柔術）
- 小太刀之位　六本（小太刀による組太刀）
- 英信流奥（奥居合）　二十本（抜刀心持ノ事とも林崎流とも呼ばれる。二十本より多い系統もある。現在谷村派では二十一本）
- 大剣取　十本（組太刀、幕末に失伝したと思われる）

現在では、一部の系統を除いて詰合、大小(立)詰の形は継承されていない事が多い。大剣取、小太刀の技は幕末に失伝したと言われていたが、少なくとも15代、16代までは教伝されており、棒術も稽古されていたようである。17代大江正路よりこれらの奥伝を受け継ぐことができなかったと考えられるが、継承しながらも伝えなかったともいわれる。これらは剣術の組太刀であったと思われ、さらに古伝においては以下の業目録も存在していた。
- 寝間之大事　六本
- 外物之大事　六本
- 上意之大事　十四本
- 極意之大事（心得のこと）　二十二本
- 軍馬組討　四本

大江正路の門下の幾つかの系統（山本晴介、政岡壹實、三谷義里等の師範の系統）では、土佐に残った多くの伝書の研究、大江の兄弟弟子である16代の門弟や下村派の師範などから学び、組太刀の各形を受け継いだ、あるいは復元した系統もある。下村派には、大小（立）詰までは現存している。戦後においては20代河野百錬がかつての大江門弟たちと同様、こうした大小（立）詰や大剣取の研究を行った。また、現行での独演の業にも多数の替え業が存在しており、たった一本の業であってもいくつもの異なる想定で業が行なわれていた。現在、これらは山内派として纏められ習伝されている。

#### 棒術
- 棒合之位　五本（棒対棒）
- 棒太刀合之位　八本（棒対剣）
- 心持之大事　六本（棒術奥伝）
- 極意之大事　八本（極意）

他にも棒術を学ぶにあたり、一人で行う形も存在していた。

#### 和
本来は無双直伝流和といい、流祖が稀代の達人であったことから無双直伝英信流和と呼ばれることになった。土佐では夏原流とも名乗られるようになった。また信州では和に分類されている大小（立）詰、大剣（取）、寝間ノ大事は居合に含まれている。
- 捕手　十一本
- 立合　十一本
- 小具足　十一本
- 後立合　十一本
- 小具足割　十本
- 本手移　十一本

#### その他
他流と同じく、隠し武器や旅行、戦場、使者となる場合等、様々な心得や理が伝えられていた。

### 信州

#### 和
- 捕手
- 立合
- 小具足
- 後立合
- 小具足割
- 大小詰
- 立合（大小立詰）
- 大剣
- 保具連
- 寝間ノ大事
- 鎧組

#### 棒
- 棒
- 二棒
- 三棒

#### 居合
- 居合（土佐の英信流表（立膝の部）とほぼ同じ）
- 九ノ腰

#### その他
他流と同じく、隠し武器や旅行、戦場、使者となる場合等、様々な心得や理が伝えられていた。信州では系統によっては捕縄や三つ道具、鎖鎌、長刀なども伝わっていたようである。